# Rue Biot
 (décembre 2023).
Si vous disposez d'ouvrages ou d'articles de référence ou si vous connaissez des sites web de qualité traitant du thème abordé ici, merci de compléter l'article en donnant les références utiles à sa vérifiabilité et en les liant à la section « Notes et références ».
La rue Biot est une voie située dans le quartier des Batignolles du 17e arrondissement de Paris, en France.

## Situation et accès

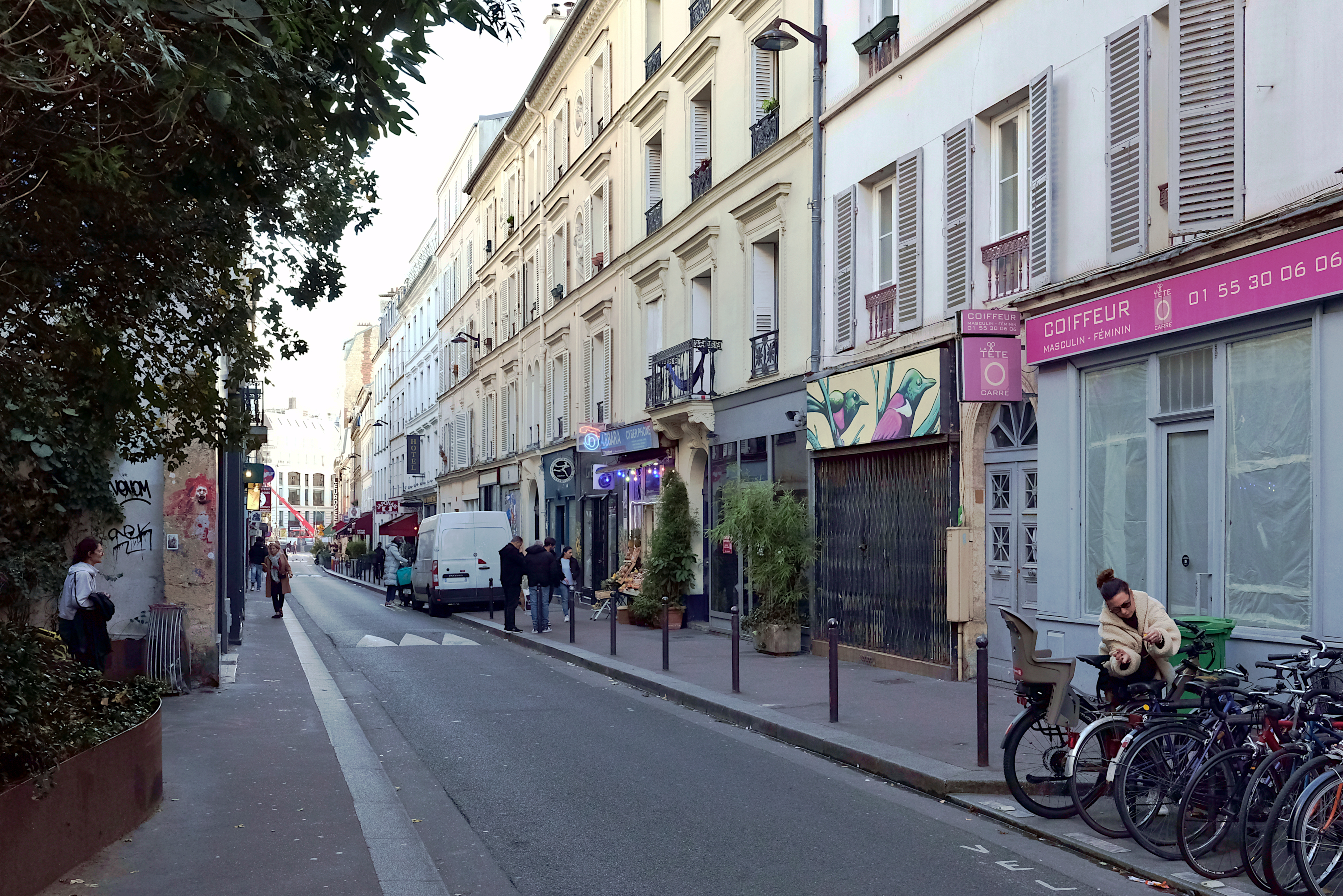
La rue Biot en 2024.

La rue Biot est desservie par les lignes 2 et 13 à la station Place de Clichy.

## Origine du nom

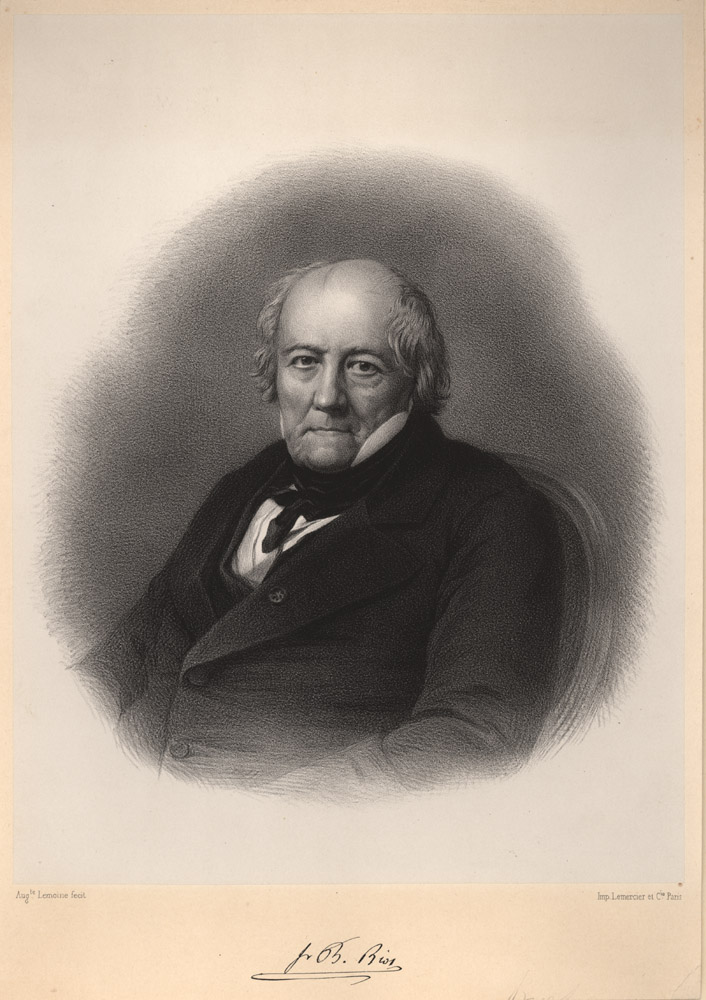
Jean-Baptiste Biot.

Elle porte le nom du physicien Jean-Baptiste Biot (1774-1862). 

## Historique
Ancienne rue d'Antin de la commune des Batignolles-Monceau annexée par la ville de Paris en 1863, cette voie est renommée « rue Biot » par décret du 24 août 1864.

## Bâtiments remarquables et lieux de mémoire

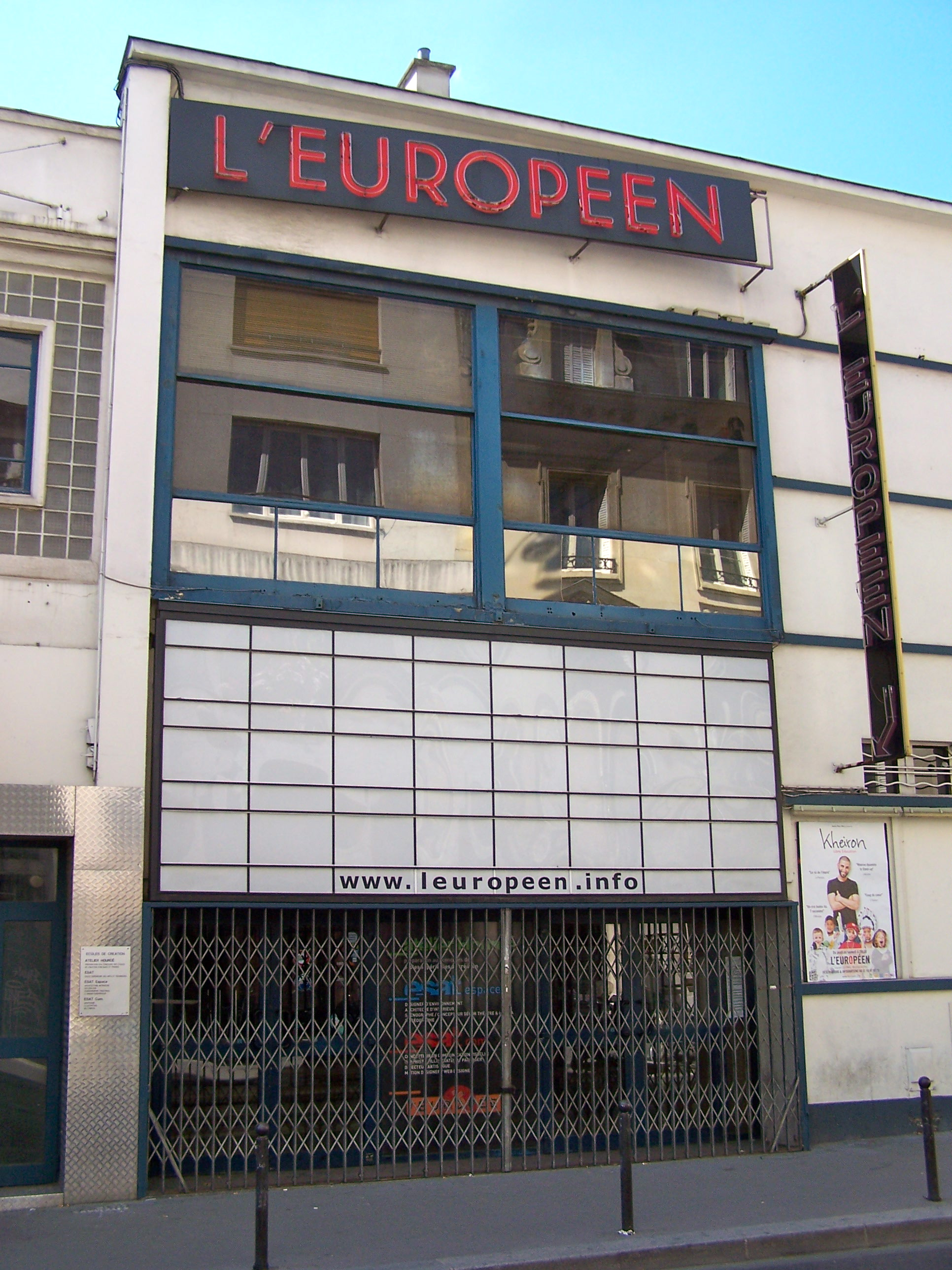
Façade de L'Européen.

- No 2 (et 7-11, place de Clichy) : immeuble de style « paquebot » construit par l’architecte Michel Roux-Spitz[1] en 1930[2].
- No 5 : salle de spectacles L'Européen, ouverte en 1872.
- No 16 : Anna et Victor Jaclard habitaient à cette adresse en 1870[3].